# Gradina (tip naselja)
Gradine (gradišta) ostaci su utvrđenih stalnih naselja na uzvisinama koje se grade od prapovijesti pa sve do srednjeg vijeka. Tijekom opasnosti služile su kao pribježišta (refugium) ili kao stražarska mjesta (manje gradine). Unutar njih u pravilu se nalaze stambene građevine smještene u sredini ili duž zaštitnih zidova. Utvrđivale su se najprije palisadama s užim ili širim rovovima između njih, a kasnije se podižu i zidovi različite visine i širine, koji su u početku građeni od nevezana kamenja i zemlje, a poslije pojačavani drvenom građom.
Naselja u neolitiku imala su ogradne zidove, ali čovjek je koristio naselja na otvorenom i pećine. Pojavom kovina u eneolitiku raste uporabe gradinskih položaja. Nudile su sigurnost i vizualnu kontrolu okolice te su bile važne tijekom brončanog i željeznog doba. Glede smještenosti, koja je ponekad dalje od obradivih polja, ukazuje na važnost stočarstva, koja je tada imalo veću prednost od ratarstva. Osobito se to vidjelo u borbenim situacijama, kada nije bilo moguće zaštititi usjeve u poljima.:16.
Najstarije gradine u Hrvatskoj potječu s kraja neolitika. Iz ilirskog su razdoblja najbolje očuvane na krškome zemljištu, a posebnu skupinu čine gradine na području Liburnije, Kvarnera i Istre, tzv. kasteljeri, koji uglavnom pripadaju željeznom dobu. Te su gradine načinjene od velikih tesanih blokova, odnosno od lomljena nevezana kamenja.
Od gradina su danas većinom ostali bedemi. Prapovijesni bedemi s gradina građeni su bez veziva. Tek u starom vijeku dolazi uporaba veziva. Zato su tragovi očuvani uglavnom u osipinama.:16.
Za rimske su vladavine pojedine gradine bile napuštene, dok su druge upotrebljavali starosjedioci ili su služile kao rimske vojne stanice. 
Mnoge gradinske utvrde iz ranog srednjeg vijeka još su nedovoljno istražene i valorizirane. 

## Vanjske poveznice
- Istarska enciklopedija (LZMK) : gradine (gradinje, gradište, gradac) ili kašteljeri